# Hylaeus tetris
Hylaeus tetris är en biart som beskrevs av Dathe 2000. Hylaeus tetris ingår i släktet citronbin, och familjen korttungebin. Inga underarter finns listade i Catalogue of Life.